# جامعة الشعب
جامعة الشعب هي جامعة أهلية تقع في مدينة بغداد في العراق، أسست سنة 2022.

## الكليات والأقسام
تضم الجامعة الكليات والأقسام التالية:
- كلية الهندسة وتكنولوجيا المعلومات
  - قسم هندسة تقنيات الاجهزة الطبية
  - قسم هندسة الأمن السيبراني
  - قسم هندسة تقنيات الاتصالات
- كلية العلوم الإدارية والمالية
  - قسم إدارة الأعمال
  - قسم المحاسبة
  - قسم العلوم المالية والمصرفية
- كلية القانون